# Mucuna monosperma
Espèce

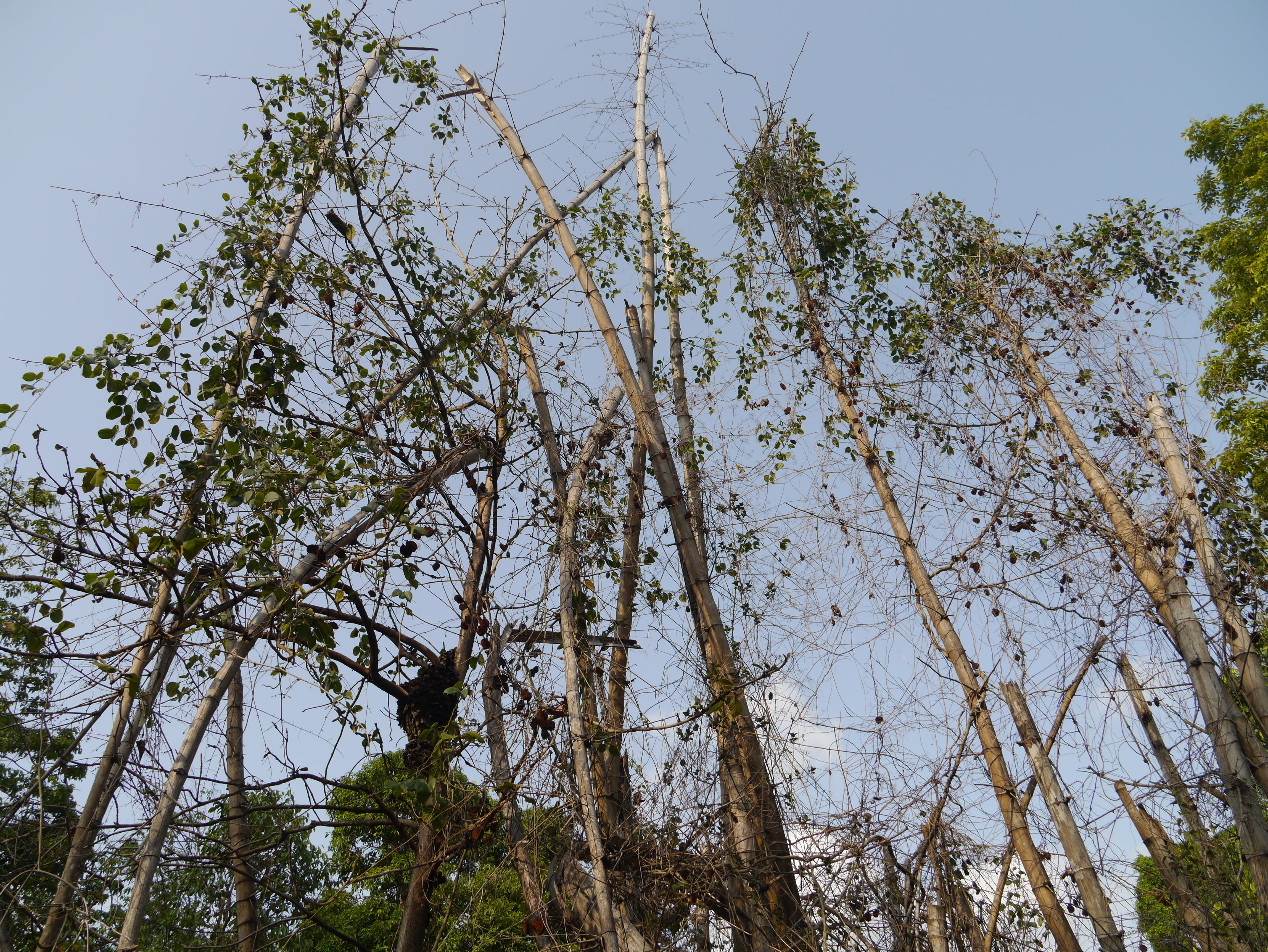
Lianes grimpantes.

Mucuna monosperma est une espèce de plantes à fleurs de la famille des Fabaceae. Cette espèce est communément appelée haricot noir en Inde, haricot à œil de cerf, haricot à œil d'âne, ou haricot à œil de bœuf. C'est une liane trouvée en Asie.

## Habitat
On trouve l'espèce en Inde, notamment dans l'est de l'Himalaya, dans les États du nord-est et dans les îles Andaman et Nicobar, au Sri Lanka, au Bangladesh, en Birmanie et en Thaïlande. Son habitat naturel est constitué de forêts à feuilles persistantes, et il pousse généralement près des marécages ou le long des cours d'eau.

## Description
C'est une grande plante grimpante ligneuse. La plante se compose de trois parties : une gousse brune recouverte de petits poils, des pétales incurvés généralement colorés en violet et des haricots noirs de forme arrondie. Les pétales de la fleur de Muncuna monnosperma s'ouvrent la nuit et se referment le matin.

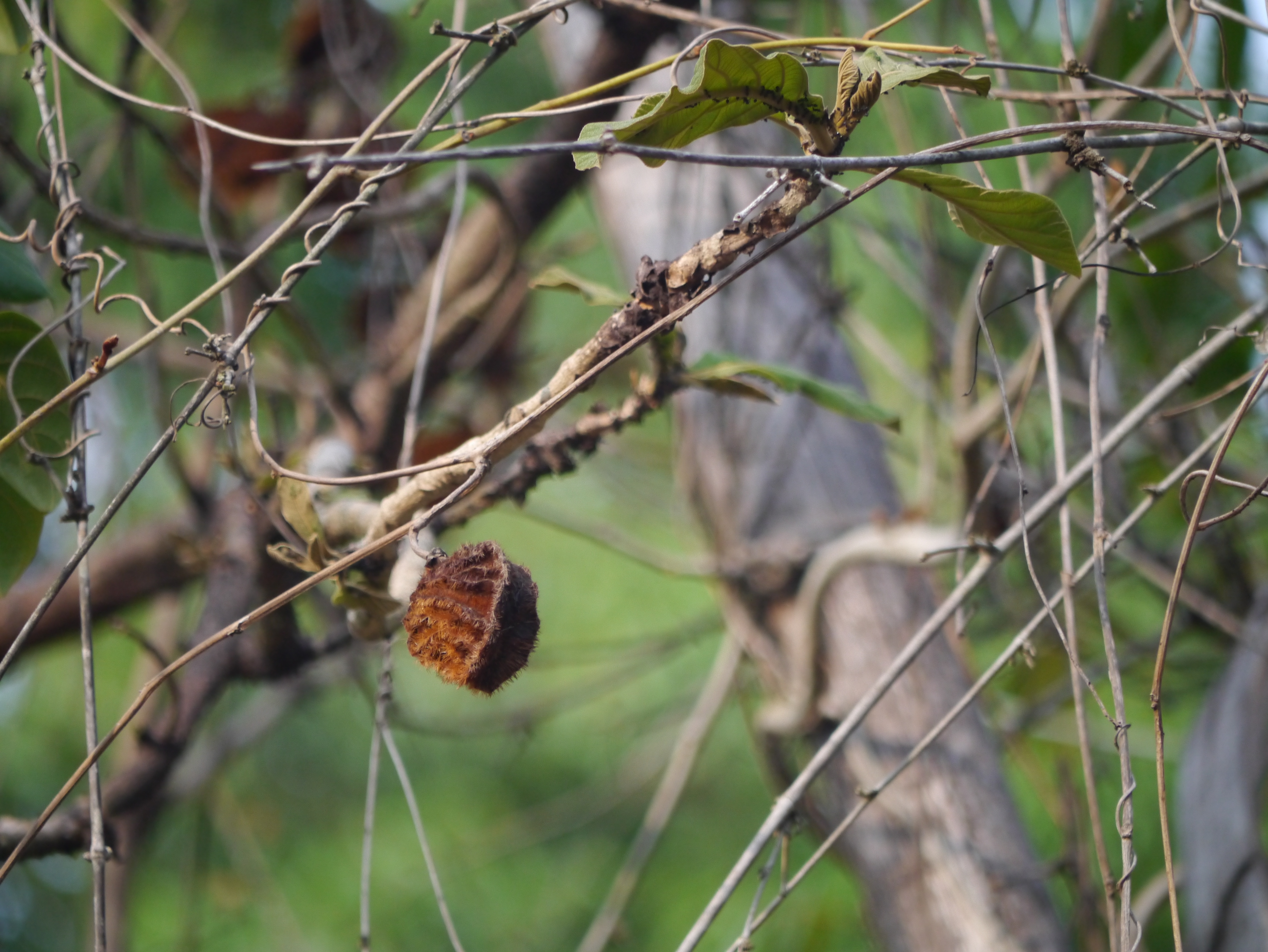
Gousse
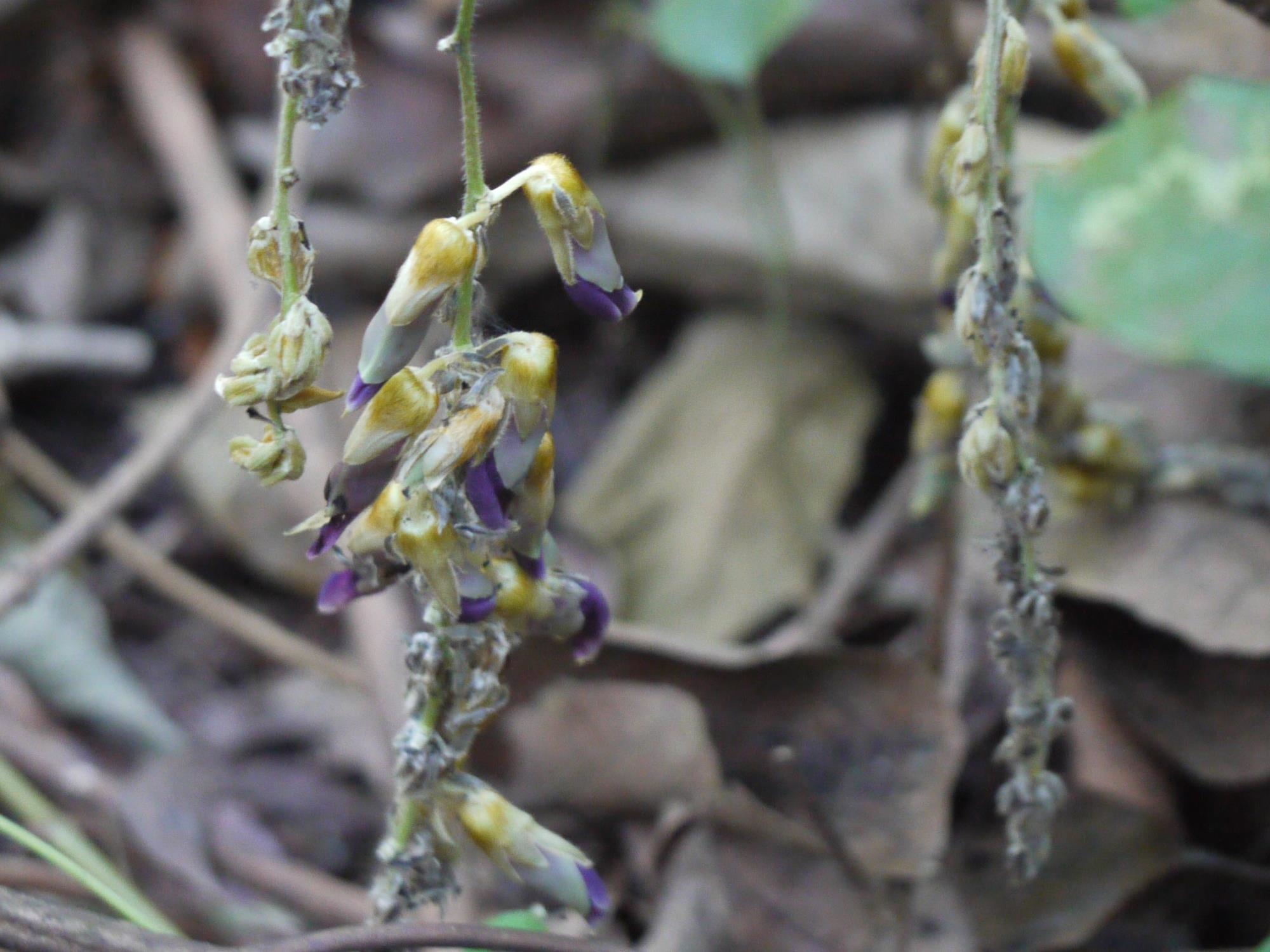
Fleurs

## Utilisation
On a découvert que M. monosperma contient de la L-DOPA, un composé chimique couramment utilisé contre la maladie de Parkinson. Les graines de la plante contiennent 5,48 % de L-DOPA, et la teneur augmente de 6,58 % lorsque les haricots sont trempés dans l'eau. Une autre recherche a montré que M. monosperma peut accélérer la production de mélanine, ce qui peut être bénéfique pour les cosmétiques, l'agriculture et la médecine.
Outre ses utilisations médicales possibles, M. monosperma a déjà été consommé comme aliment dans les régions où il est endémique. Selon le Dr Sturtevants, il s'agit d'un fruit très apprécié des Brahmanes.

## Systématique
Le nom correct complet (avec auteur) de ce taxon est Mucuna monosperma Roxb. ex Wight.
Mucuna monosperma a pour synonymes :
- Carpopogon anguineus Roxb.
- Carpopogon anguineus Roxb. ex Baker
- Carpopogon monospermus (Roxb. ex Wight) Roxb.
- Mucuna anguina Wall.
- Mucuna corymbosa Graham
- Mucuna cristata Buch.-Ham.
- Mucuna cristata Buch.-Ham. ex Wall.
- Mucuna monosperma (Roxb.) DC.
- Mucuna monosperma Roxb.
- Stizolobium monospermum Kuntze
- Stizolobium rugosum Moon